# Balagtas
Balagtas (Bigaa) ist eine Stadtgemeinde in der philippinischen Provinz Bulacan. Im Jahre 2015 zählte die Gemeinde 73.929 Einwohner.
Der früher als Bigaa bekannte Ort wurde zu Ehren des philippinischen Dichters und Schriftstellers Francisco Balagtas umbenannt.

## Baranggays
Balagtas ist in folgende neun Baranggays aufgeteilt:
- Borol 1st
- Borol 2nd
- Dalig
- Longos
- Panginay
- Pulong Gubat
- San Juan
- Santol
- Wawa